# Кліпп

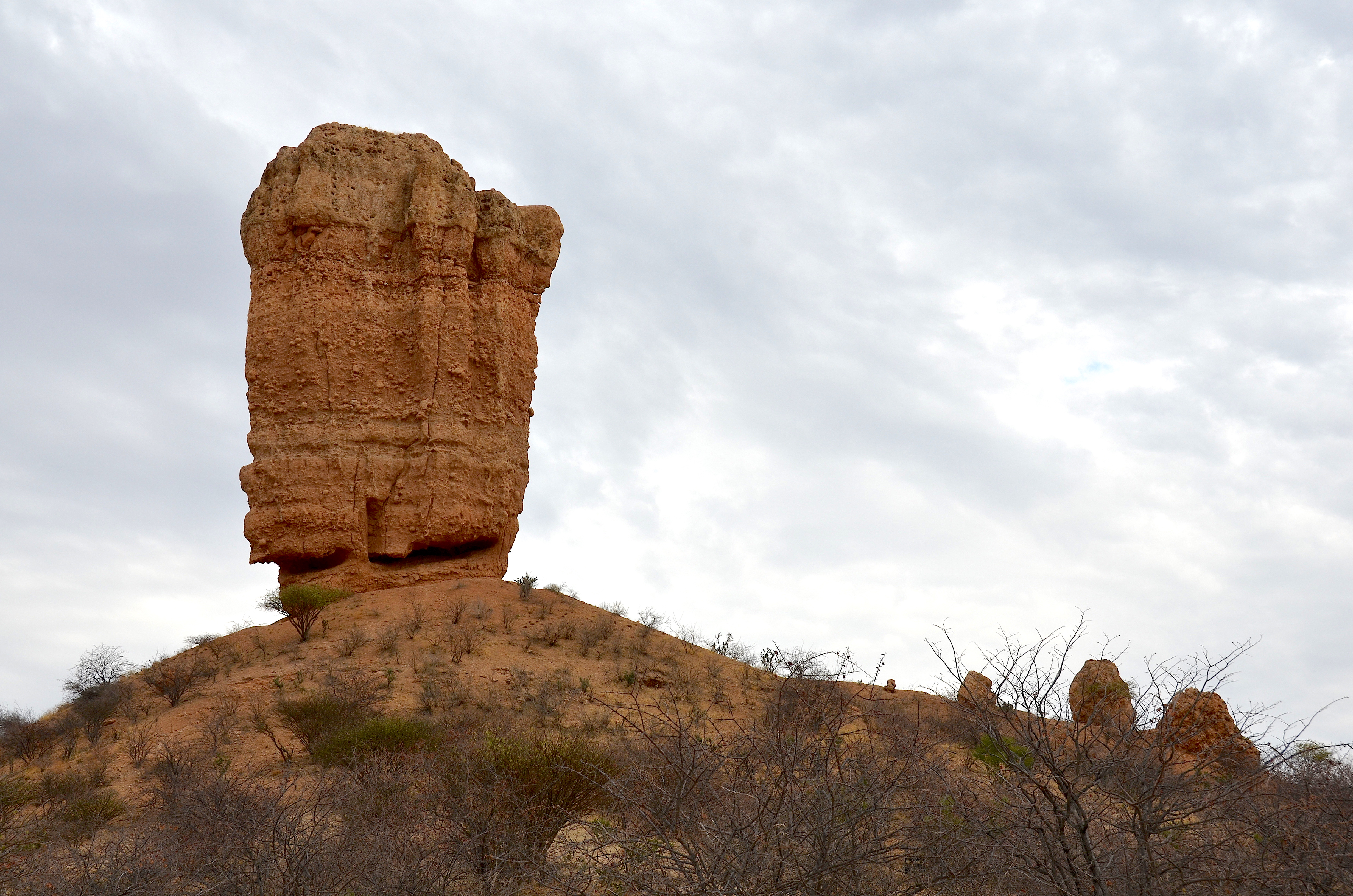
Пальцевидний останець в долині Угаб у Намібії (2014)

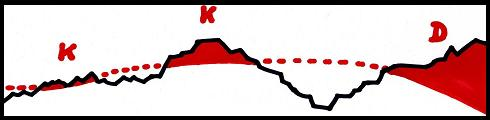
Тектонічна скеля (K) у схематичному розрізі профілю (чорний колір: поверхня землі). З'єднання з основним корпусом стелі (D, червоний) було повністю усунене ерозією (червона пунктирна лінія), так що виходять нижчі блоки (білі).

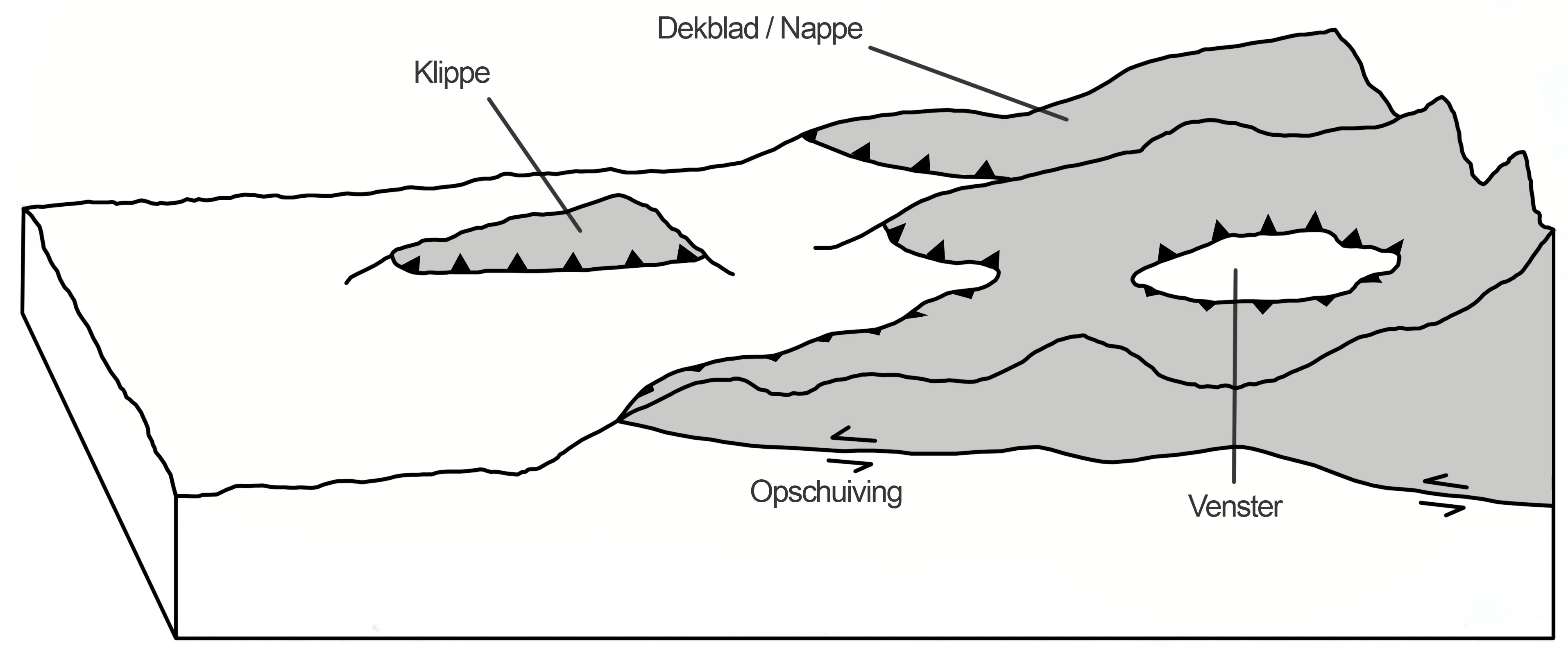
Покрив тектонічний. Показані кіппи, тектонічне вікно та ін. елементи.

Кліпп — у тектоніці скеля або уламок скелі — це частина тектонічного покриву, яка повністю відокремлена від основного корпусу покриву ерозією і, отже, більше не контактує з ним фізично. Розрізняють скелі тектонічно вищі (висячі стіни), ніж бічні скелі і оточені тектонічно нижчими скелями, лежачими. В активних горах, таких як Альпи, скелі в основному зустрічаються як вершини (скелі) або високогірні хребти.
Міти в швейцарських Альпах є яскравим прикладом тектонічної скелі. На східному краю Альп, від австрійського Вайнвіртеля до південної Моравії, розташована зона вапнякових скель (Leiser Berge, Staatzer Klippe, Falkensteiner Klippe, Pollauer Berge), найвища висота яких — 554 м високий Майденберг на півдні Морави.
Протилежністю тектонічній скелі є тектонічне вікно, отвір або зазор у покришці.